# Grauzou
Le Grauzou est une rivière du sud de la France dans le département de l'Aveyron et un sous-affluent de la Garonne par le Dourdou de Camarès et le Tarn.

## Géographie
De 14,1 km de longueur, il prend sa source dans le Massif central dans le département de l'Aveyron tout près de Gissac et se jette dans le Dourdou sur la commune de Vabres-l'Abbaye entre les villages de Montlaur et Vabres-l'Abbaye

## Départements et communes traversées
- Aveyron : Montlaur, Camarès, Gissac, Vabres-l'Abbaye.

## Principaux affluents
Quatre petits ruisseaux viennent alimenter le Grauzou :
- Ruisseau de Saint-Étienne : 1,4 km
- Ruisseau de Fon Blanque : 1,2 km
- Ruisseau des buis : 2,3 km
- Ruisseau de Mauriac : 2 km